# ديفيد فاراغوت
ديفيد جلاسكو فاراغوت (بالإنجليزية: David Glasgow Farragut)‏ (5 يوليو 1801 - 14 أغسطس 1870)، ضابط راية في البحرية الأمريكية خلال الحرب الأهلية الأمريكية. وهو أول عميد ولواء وقائد في البحرية الأمريكية. ويتذكر أول مهمة له كانت في معركة خليج موبايل التي عادة ما يدعوها «اللعنة على الطوربيدات، سر إلى الأمام بسرعة» في تقاليد البحرية الأمريكية.

## معرض صور

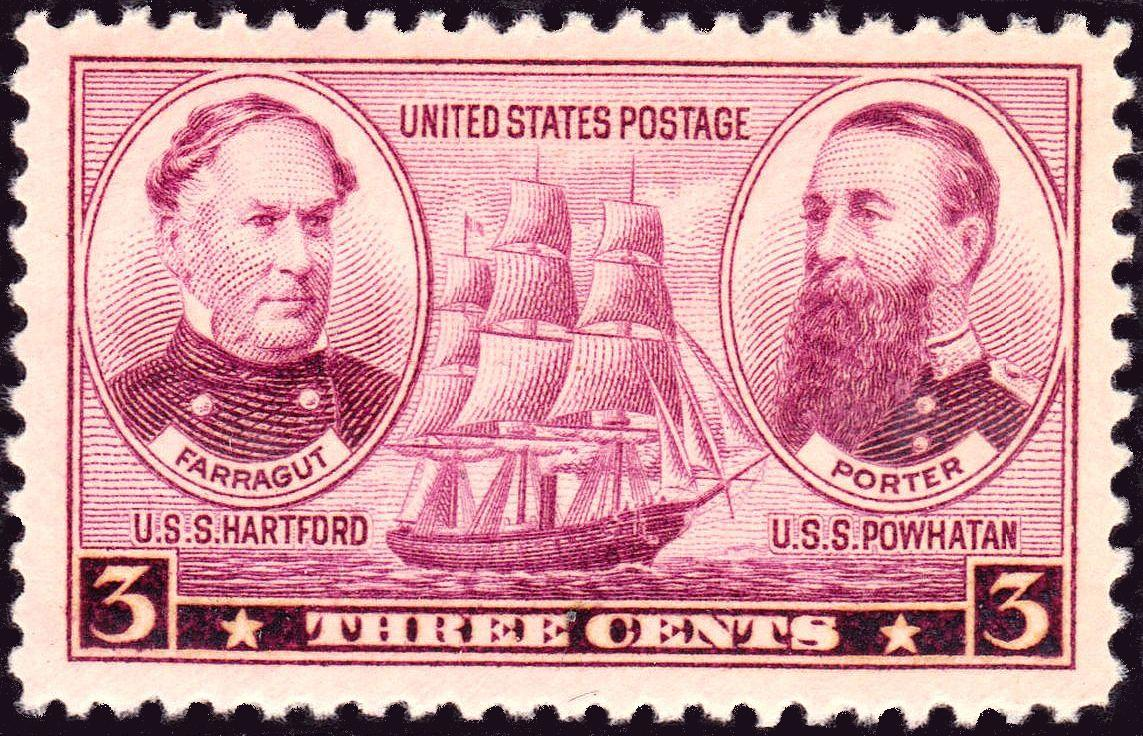
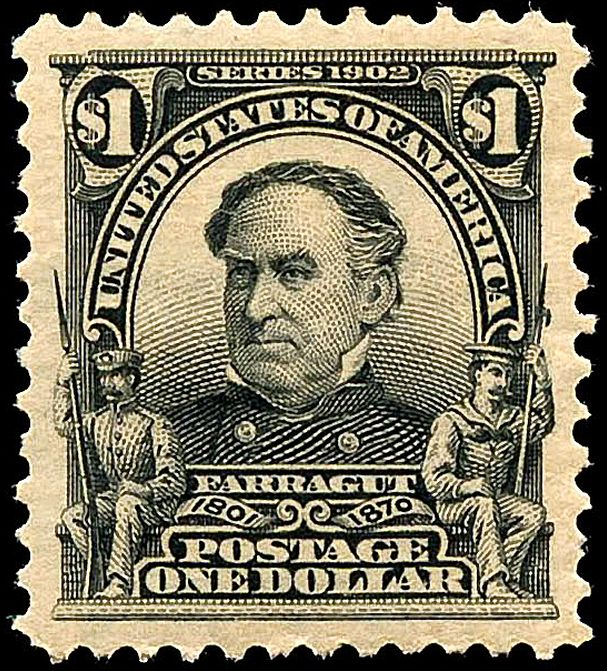
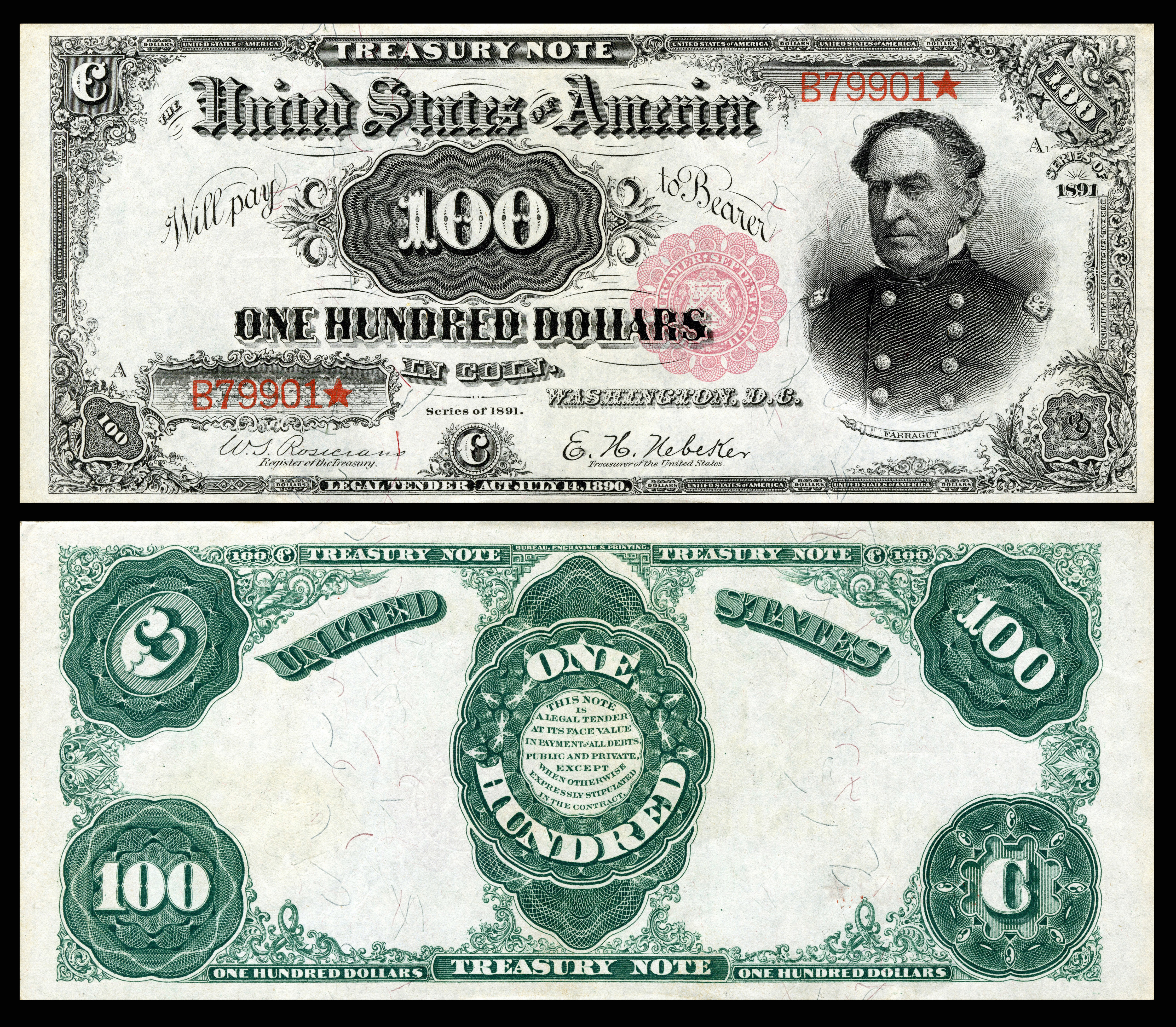

## روابط خارجية
- ديفيد فاراغوت على موقع الموسوعة البريطانية (الإنجليزية)
- ديفيد فاراغوت على موقع إن إن دي بي (الإنجليزية)